# Brödnagg
Brödnagg är ett hushållsredskap som används vid brödbakning. Verktyget är på undersidan försett med piggar, som gör små hål i den utkavlade degen. Genom hålen kan gaserna, som bildas under jäsningsprocessen, stiga upp. Om inte degen naggas riskerar brödet att bli buligt och ojämnt gräddat. Tidigare i historien har buntar av ihopknutna fågelfjädrar brukats. Ännu idag utnyttjas fjäderpennor i detta syfte i vissa fall vid bakning av tunnbröd. Brödnaggar av metalltråd ingick förr ofta i luffarnas trådslöjdsutbud.